# Equus caballus arcelini
Equus arcelini
Sous-espèce
Equus caballus arcelini  est une sous-espèce préhistorique du cheval (Equus caballus). Elle est parfois considérée comme une espèce à part entière sous le taxon Equus arcelini.  C'est le dernier cheval répertorié au Pléistocène en Europe occidentale.

## Systématique
La sous-espèce Equus caballus arcelini a été décrite en 1991 par le paléontologue français Jean-Luc Guadelli (d).

## Découverte et taxonomie
La découverte de cette sous-espèce fait suite à l'examen des ossements de chevaux trouvés à Solutré, et récupérés par J. Combier. Remarquant des différences de morphologie associées à différentes datations (ce qui suggère différentes espèces ou sous-espèces parmi ces fossiles), François Prat et ce dernier postulent l'existence de deux types de chevaux différenciés sur ce site, et nomment le premier Equus caballus gallicus. Le nom d’Equus caballus arcelini est proposé par Jean-Luc Guadelli (d) en hommage à Adrien Arcelin, géologue et archéologue préhistorien, inventeur du site préhistorique de Solutré.
Il est considéré comme une sous-espèce, mais l'histoire évolutive des équidés reste sujette à controverses, dès lors certains (peu nombreux) considèrent qu'il s'agit d'une espèce à part entière du genre Equus, nommée alors Equus arcelini.

### Histoire évolutive
D'après une théorie émise par N. Spassov et N. Iliev en 1997, il semblerait que « coupé de la population-mère d’Europe du Nord et Centrale par des barrières climatiques, Equus (caballus) germanicus ait évolué en gallicus puis en arcelini à l’Ouest de l’Europe », tandis que les chevaux d'Europe de l’Est et du Sud-Est ont connu une évolution différente.
D'après les découvertes paléontologiques sur de nombreux sites du territoire français actuel, comme ceux de Solutré, de Camiac et de La Quina, et selon la majorité des préhistoriens et paléontologues, il remplace progressivement Equus caballus gallicus. Vera Eisenmann postule que Equus caballus germanicus peut présenter des variations de taille et de dentition, qu’Equus caballus gallicus n'a jamais existé, et donc que Equus caballus arcelini a succédé directement à Equus caballus germanicus 15 000 ans avant notre ère, avec des changements morphologiques bien visibles,.

### Note
1. ↑  Vera Eisenmann notamment emploie cette graphie.